# می‌توانم آن را داشته باشم؟
می‌توانم آن را داشته باشم؟ (انگلیسی: Can I Get It) ترانه ای از خواننده انگلیسی ادل از چهارمین آلبوم استودیویی او ۳۰ (۲۰۲۱) می‌باشد که بوسیله تهیه‌کنندگان سوئدی مکس مارتین و شلبک نوشته شده است. این آهنگ به عنوان ششمین آهنگ آلبوم در ۱۹ نوامبر ۲۰۲۱، زمانی که توسط کلمبیا رکوردز منتشر شد، در دسترس قرار گرفت. ای ترانه یک آهنگ پاپ با تأثیرات پاپ راک و کانتری پاپ، دارای سازهای گیتار آکوستیک و درام است. این آهنگ در مورد انتقال از جدایی است و جستجوی ادل برای عشق واقعی و بخش‌های هیجان انگیز و شگفت‌انگیز یک رابطه جدید را بررسی می‌کند.